# Кабанов, Иван Андреевич
Ива́н Андре́евич Каба́нов (1823, Оренбургская губерния — 1869, Санкт-Петербург) — русский художник, религиозный и исторический живописец, пейзажист, портретист. Академик Императорской Академии художеств (с 1860).

## Биография
Родился в 1823 году в деревне Староверская (Бугурусланский уезд Оренбургской губернии). Приехал в Москву и поступил в недавно открывшееся Московское училище живописи, ваяния и зодчества, в котором получил (1845—1849) очень приличную подготовку. С 1849 года учился в Академии художеств в Санкт-Петербурге. Его ведущим педагогом стал известный художник А. Т. Марков, под руководством которого Иван Кабанов добился первых успехов: в 1849 и 1851 годах за рисунки и этюды получил малую и большую серебряные медали, в 1852 году за картину «Проповедь святого Иоанна Предтечи в пустыни» — малую золотую.

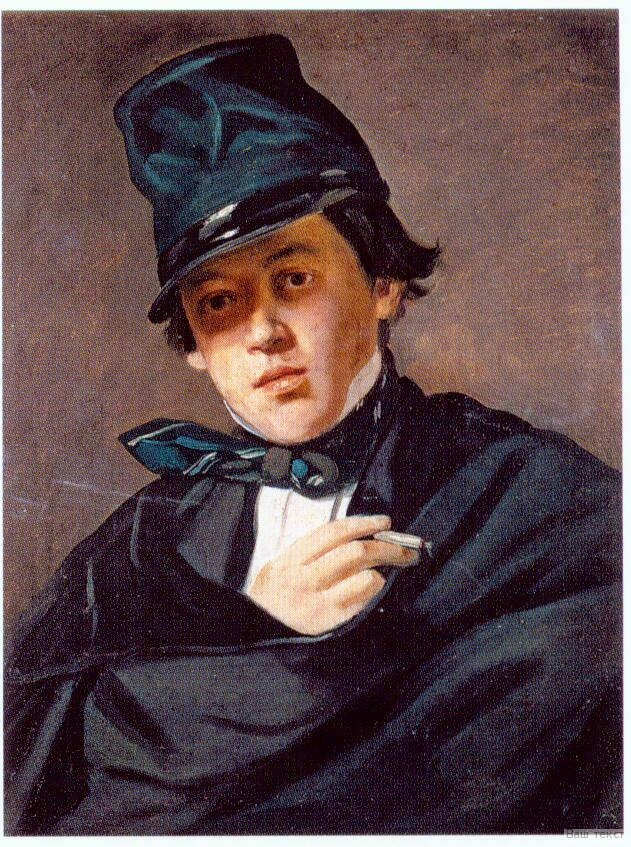
Портрет художника И. Г. Давыдова. Около 1854–1856

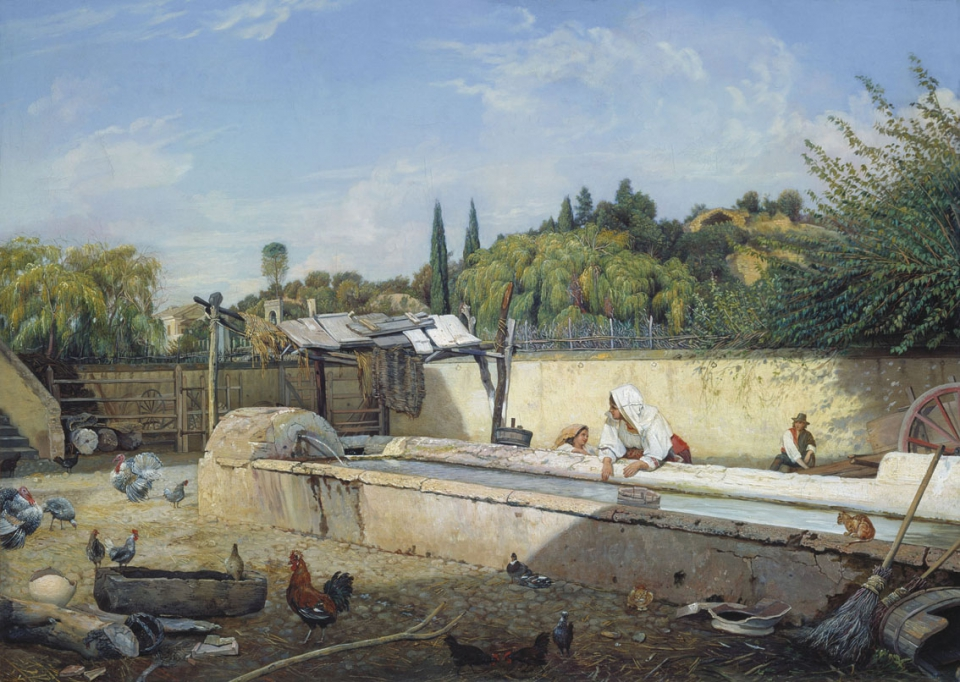
Терраса в окрестностях Рима. Конец 1850-х — начало 1860-х годов

В 1853 году за картина «Ахиллес, учащийся стрелять у кентавра» он получил большую золотую медаль, звание классного художника и зарубежную поездку за казённый счет. В Риме пенсионер Академии художеств много работал, отсылая написанное в Петербург. Картины И. А. Кабанова типичны для русских пенсионеров в Италии (исключая, естественно, отечественных корифеев живописи) — «Смерть Лукреции», «Терраса в окрестностях Рима». Среди подобных полотен художника была и «Спящая вакханка», которая принесла ему в 1860 году почётное звание академика.
В Санкт-Петербурге И. А. Кабанов писал помимо картин на мифологические сюжеты много портретов, украшал петербургские дворцы, а также написал образ Христа для Городской думы (1866—1867).
Иван Андреевич Кабанов написал портрет художника И. Г. Давыдова, который хранится в Государственной Третьяковской галерее. На обороте холста — надпись: «Портрет Ив. Григ. Давыдова умершаго в Риме 6 дек. 1856 г. на 31 году от чахотки, писанный художником Кабановым». Благодаря Кабанову известна не только внешность Давыдова, но и подробности его последних дней, данные в письме отцу покойного (опубликовано Николаем Рамазановым в «Материалах для истории художеств в России», 1863). Из письма И. А. Кабанова:
…Вы лишились своего любезного сына, а мы милого товарища. В прошлое лето Иван Григорьевич поехал в окрестности Рима и схватил лихорадку (она здесь свирепствует), потом у него развилась чахотка. Он постоянно был уверен в хорошем исходе своей болезни, но вместо этого отправился на Monte Tectarrio, где нашу братию зарывают. Я с ним провел большую часть времени, работал два лета в окрестностях Рима…
Умер 30 ноября (12 декабря) 1869 года в Санкт-Петербурге.